# Rajd Polski 2006
Rezultaty Rajdu Polski (Platinum 63rd Rally Poland), 3. rundy Rajdowych Mistrzostw Europy w 2006 roku oraz 3. rundy Rajdowych Samochodowych Mistrzostw Polski w 2006 roku, który odbył się w dniach 9-11 czerwca.

## Wyniki[1]
| Miejsce | Załoga                                         | Czas      | Różnica | Samochód                     | Punkty RSMP |
| ------- | ---------------------------------------------- | --------- | ------- | ---------------------------- | ----------- |
| 1.      | Leszek Kuzaj / Maciej Szczepaniak              | 2:15:23,6 | 0,0 s.  | Subaru Impreza               | 10+1        |
| 2.      | Oscar Svedlund / Björn Nilsson                 | 2:16:15,1 | 51,5    | Subaru Impreza               |             |
| 3.      | Michał Sołowow / Maciej Baran                  | 2:16:49,2 | 1:25,6  | Mitsubishi Lancer EVO IX     | 8           |
| 4.      | Giandomenico Basso / Mitia Dotta               | 2:18:12,7 | 2:49,1  | Fiat Punto Abarth Super 2000 |             |
| 5.      | Paweł Dytko / Tomasz Dytko                     | 2:19:28,4 | 4:04,8  | Mitsubishi Lancer EVO VIII   | 6           |
| 6.      | Tomasz Czopik / Łukasz Wroński                 | 2:19:37,2 | 4:13,6  | Mitsubishi Lancer EVO IX     | 5           |
| 7.      | Tomasz Kuchar / Jakub Gerber                   | 2:19:49,5 | 4:25,9  | Subaru Impreza               | 4           |
| 8.      | Maciej Lubiak / Maciej Wisławski               | 2:20:04,0 | 4:40,4  | Mitsubishi Lancer EVO IX     | 3           |
| 9.      | Kajetan Kajetanowicz / Aleksandra Kajetanowicz | 2:20:08,6 | 4:45,0  | Subaru Impreza               | 2           |
| 10.     | Kris Meeke / Glenn Patterson                   | 2:20:43,9 | 5:20,3  | Citroën C2                   |             |
| 11.     | Mariusz Stec / Jacek Rathe                     | 2:21:14,9 | 5:51,3  | Mitsubishi Lancer EVO IX     | 1           |

## Zwycięzcy odcinków specjalnych
| Numer | Długość  | Nazwa       | Zwycięzca                 |
| ----- | -------- | ----------- | ------------------------- |
| OS1   | 25,10 km | Juchy 1     | M. SOŁOWOW / M. BARAN     |
| OS2   | 10,32 km | Sołdany 1   | O. SVEDLUND / B. NILSSON  |
| OS3   | 24,60 km | Miłki 1     | M. SOŁOWOW / M. BARAN     |
| OS4   | 25,10 km | Juchy 2     | O. SVEDLUND / B. NILSSON  |
| OS5   | 10,32 km | Sołdany 2   | L. KUZAJ / M. SZCZEPANIAK |
| OS6   | 24,60 km | Miłki 2     | L. KUZAJ / M. SZCZEPANIAK |
| OS7   | 34,44 km | Paprotki 1  | M. SOŁOWOW / M. BARAN     |
| OS8   | 15,02 km | Sterławki 1 | L. KUZAJ / M. SZCZEPANIAK |
| OS9   | 23,52 km | Notyst 1    | L. KUZAJ / M. SZCZEPANIAK |
| OS10  | 34,44 km | Paprotki 2  | M. SOŁOWOW / M. BARAN     |
| OS11  | 15,02 km | Sterławki 2 | L. KUZAJ / M. SZCZEPANIAK |
| OS12  | 23,52 km | Notyst 2    | L. KUZAJ / M. SZCZEPANIAK |